# Венелін Ганев
Венелін Йорданов Ганев (болг. Венелин Йорданов Ганев 16 лютого 1880, Русе — 25 березня 1966, Софія) — болгарський юрист і політичний діяч. Регент Болгарії (1944–1946), академік Болгарської академії наук.
Вивчав філософію і право в Лейпцигу (1897—1898) і Женеві (1898—1901), також отримав в Женеві вищу музичну освіту (1901).
З 1908 року —ординарний доцент енциклопедії та філософії права, з 1913 року — екстраординарний професор філософії і загальної теорії права Софійського університету, в 1918–1947 роках — ординарний професор кафедри торгового права юридичного факультету Софійського університету. У 1914–1915 і 1916–1918 роках — декан юридичного факультету Софійського університету.
З 7 травня по 6 жовтня 1919 року — міністр юстиції в уряді Теодора Теодорова. З липня 1919 був членом болгарської делегації на мирних переговорах в Парижі (його щоденник за період з 27 липня по 22 вересня 1919 року був опублікований в 2005 році). У 1920–1922 роках — посланник (повноважний міністр) у Франції. У 1908–1923 роках — член Радикально-демократичної партії, в 1923 разом з більшою частиною своїх колег по партії вступив в політичне об'єднання «Демократична змова», з якого вийшов в 1925 році, будучи незгодним з авторитарним курсом кабінету Александра Цанкова і перейшов у опозицію до уряду. У 1923–1927 роках — депутат 21-их Народних Зборів. У 1926–1940 роках — займався адвокатською практикою в Софії. Дотримувався ліберальних політичних поглядів, представник гуманістичної традиції у болгарській та європейської правової думки. Засновник Ліги захисту прав людини-першої правозахисної організації в Болгарії.
Під час Другої світової війни як незалежний інтелектуал приєднався до опозиційного Вітчизняному фронту, протестував проти планів депортації болгарських євреїв в Німеччину. Після перевороту 9 вересня 1944 року став одним з трьох регентів, які керували Болгарією при малолітньому царі Симеоні II (разом з Тодором Павловим і Цвятко Бобошевскім). Як регент співчував опозиції, був противником розширення впливу Болгарської комуністичної партії, в серпні 1945 звернувся до Союзної контрольної комісії з проханням відкласти парламентські вибори на більш пізній термін (що відповідало вимогам опозиції). Після ліквідації в Болгарії монархії перестав бути регентом (18 вересня 1946). У 1947 році запропонував демократичний проєкт конституції, який не був прийнятий парламентом, натомість депутати проголосували за комуністичний варіант основного закону.
Як прихильник опозиційних політичних сил зазнавав утисків з боку влади: в 1947 році був висланий в Дряново, в 1948 році позбавлений звання академіка. 30 березня 1990 року посмертно реабілітований, 27 березня 1991 року був поновлений в лавах Академії наук.

## Праці
- Шопен (1919)
- Історичний розвиток торгового права (1921)
- Курс загальної теорії права. Вступ. Методологія права (1921–1932, 1946)
- Курс торгового права (1923)
- Курс загальної теорії права. Правові явища. (1925)
- Систематичний курс по неспроможності. Т. 1 (1926).
- Підручник загальної теорії права. Т. 1-2 (1932–1938).
- Економічна дійсність. Досвід соціологічного синтезу (1945)
- Демократія (1946)
- Закон соудный людьмъ. Юридично-історичне та юридично-аналітичне дослідження (1959)
- Праці з загальної теорії права (1999)